# Pressiat
Pressiat korábbi község (település) Franciaországban, Ain megyében. 2016. január 1-jén Treffort-Cuisiat községgel egyesült és delegált községként Val-Revermont új község része lett.
Lakosainak száma 263 fő (2018. január 1.). Pressiat Courmangoux, Treffort-Cuisiat és Bourcia községekkel határos.

## Népesség
A település népességének változása:
| Lakosok száma | 168  | 163  | 148  | 155  | 191  | 216  | 230  | 237  | 250  | 263  |
|               | 1962 | 1968 | 1982 | 1990 | 1999 | 2008 | 2011 | 2013 | 2017 | 2018 |